# 染野有来
染野 有来（そめの ゆら、2000年（平成12年）5月6日 - ）は、日本の女優、グラビアアイドル。
茨城県出身。フリーランス。元TRUSTAR所属。2014年8月、「第3回JUNONプロデュース ガールズコンテスト」においてグランプリを受賞した。

## 経歴
2014年8月1日に「第3回JUNONプロデュース ガールズコンテスト」最終選考会でグランプリを受賞し、芸能界入り。
2020年3月16日発売の「週刊ヤングマガジン」16号にて初めて水着グラビアを披露した。
2023年12月1日、SNSにて8年間所属していたTRUSTARを退所した事を報告。

## 人物
趣味はYouTubeを見る、塗り絵。

## 出演

### テレビドラマ
- 経世済民の男 高橋是清（2014年8月22日 - 29日、NHK総合） - 美代子 役
- コールドケース 〜真実の扉〜（2016年、WOWOW） - 五十嵐あゆみ 役
- 大河ドラマ「おんな城主 直虎」（2017年、NHK総合） - たまき 役[6]
- 父、ノブナガ（2017年10月7日、TBSテレビ） - 小田七海 役
- 科捜研の女（テレビ朝日） - 風丘亜矢 役
  - Season15 第8話（2016年1月14日）
  - Season18 最終話（2018年12月13日）
  - Season20 第7話（2020年12月3日）
  - Season21 第12話（2022年2月24日）
  - Season23 第7話（2023年9月27日）
  - Season24 第8話（2024年8月28日）[7]
- 新しい王様 Season2（2019年2月19日 - 4月16日、毎日放送） - 藤枝志理 役[8]
- 賭ケグルイ season2（2019年4月1日 - 4月29日、毎日放送） - 沙織 役
- 俺のスカート、どこ行った?（2019年4月19日 - 6月21日、日本テレビ） - 波賀麻里亜 役[9]
- 映像研には手を出すな!（2020年4月6日 - 5月11日、毎日放送 / 4月8日 - 5月13日、TBS） - 小鳥遊 役[10]
- ガールガンレディ（2021年4月7日（6日深夜） - 6月9日（8日深夜）、毎日放送） - 梅林葵 役[11]
- 高嶺のハナさん 第2話（2021年4月18日、BSテレ東・テレビ大阪） - 弱気勝子 役
- プロミス・シンデレラ（2021年7月13日 - 9月14日、TBS） - 篠崎千里 役[12]
- サレタガワのブルー（2021年7月14日 - 9月1日、MBS） - 高橋ともみ 役[13][14]
- パンドラの果実〜科学犯罪捜査ファイル〜 Season1 第5話（2022年5月21日、日本テレビ） - 女子高生 役
- あなたは私におとされたい（2023年1月6日 - 2月17日、MBS 他） - 小山みゆき 役[15]
- ダブルタップミステリー 第3話「ホテルパルマ207号室」（2023年4月22日、テレビ朝日） - サクラ 役
- 錦糸町パラダイス〜渋谷から一本〜（2024年7月13日 - 9月28日、テレビ東京） - OL(2) 役

### 映画
- ポエトリーエンジェル（2017年5月20日、アークエンタテインメント） - 松島麻里子 役[16]
- パパのお弁当は世界一（2017年6月10日、ポニーキャニオン） - シホ 役[9]
- 曙光（2018年10月6日、スーパーサウルス） - 草薙ちひろ / 桜井満ちるの 役[17]
- 映像研には手を出すな!（2020年9月25日、東宝） - 小鳥遊 役
- 映画 賭ケグルイ 絶体絶命ロシアンルーレット（2021年6月1日、ギャガ） - 沙織 役[18]
- 科捜研の女 -劇場版-（2021年9月3日） - 風丘亜矢 役（声のみの出演[19]）
- シーシュポスたちのまなざし（2025年公開予定） - 永井真那 役[20][21]

### バラエティ
- めざましテレビ（2018年4月 - 2021年3月）イマドキガール[22]
- 痛快TVスカッとジャパン（フジテレビ）
  - 胸キュンスカっと（2018年2月26日） - 南川悦子 役
  - 胸キュンスカっと（2018年6月11日） - 木下彩女 役
  - 頭脳で解決スカッと（2020年7月13日） - 三沢由香 役

### Web
- 新しい王様 Season2（2019年1月18日 - 3月14日、paravi） - 藤枝志理 役
- オオカミくんには騙されない（2020年8月16日 - 11月1日、ABEMA）

## 写真集
- ユメノソラ（講談社、2022年9月14日発売[23]）ISBN 978-4-06-529664-6